# Classificació dels automòbils
La classificació dels automòbils s'acostuma a fer en segments i tipus segons les seves característiques tècniques.

## Classificació segons l'objectiu d'ús
Un "automòbil de passatgers" està pensat per a transport privat de persones, encara que també s'hi puguin carregar objectes grossos. En aquest grup hi ha tots els automòbils esportius, tot terrenys, de turisme, monovolums, les camionetes i furgonetes amb diverses files de seients.
Un "automòbil comercial" està dissenyat per transportar mercaderies. En aquest grup hi ha les camionetes i furgonetes amb una fila de seients única.
Finalment, un "automòbil de carreres" s'utilitza en competicions automobilístiques. Un que no ho sigui pot denominar-se "automòbil de carrer".

## Classificació segons la relació cost/qualitat
Un "automòbil de baix cost" (també "econòmic", encara que això es pot confondre amb baix consum de combustible) és un automòbil dissenyat per reduir els costos de fabricació i manteniment, en general sacrificant l'acabament i la qualitat dels materials. En alguns casos, aquests models són dissenyats específicament per als països en desenvolupament, on un cost d'adquisició baix és primordial per a la majoria dels compradors. Aquesta disminució de costos pot estar vinculada tant a la utilització de components antics, per tant ja provats i rendibilitzats, com a l'aprofitament dels avenços tecnològics per millorar la fiabilitat i l'optimització dels recursos.
Un "automòbil de luxe" té atributs de confort, exclusivitat i refinament que altres models no tenen. Per aquesta raó són més cars que models similars en tipus, mida, potència i equipament però que no es consideren "de luxe". Alguns compradors compren aquests models per les seves característiques superiors, mentre que d'altres ho fan pel seu estatus social.
Un automòbil que no entra en cap d'aquestes dues classificacions no té una denominació específica. Un fabricant d'aquest tipus d'automòbils es denomina "generalista".

## Tipus genèrics d'automòbil
Els tres tipus d'automòbils més generals (i per tant vagues i imprecisos) són turismes, camionetes i esportius. El terme camioneta inclou diversos tipus més precisos: monovolums, tot terrenys, camionetes i furgonetes. Els turismes i esportius inclouen diferents carrosseries, però no tipus d'automòbils essencialment diferents.
Un microcotxe, que és de dues places i molt petit (menys de tres metres de llarg) pot descriure's com un turisme més petit que un del segment A o com un tipus d'automòbil totalment diferent a la resta.

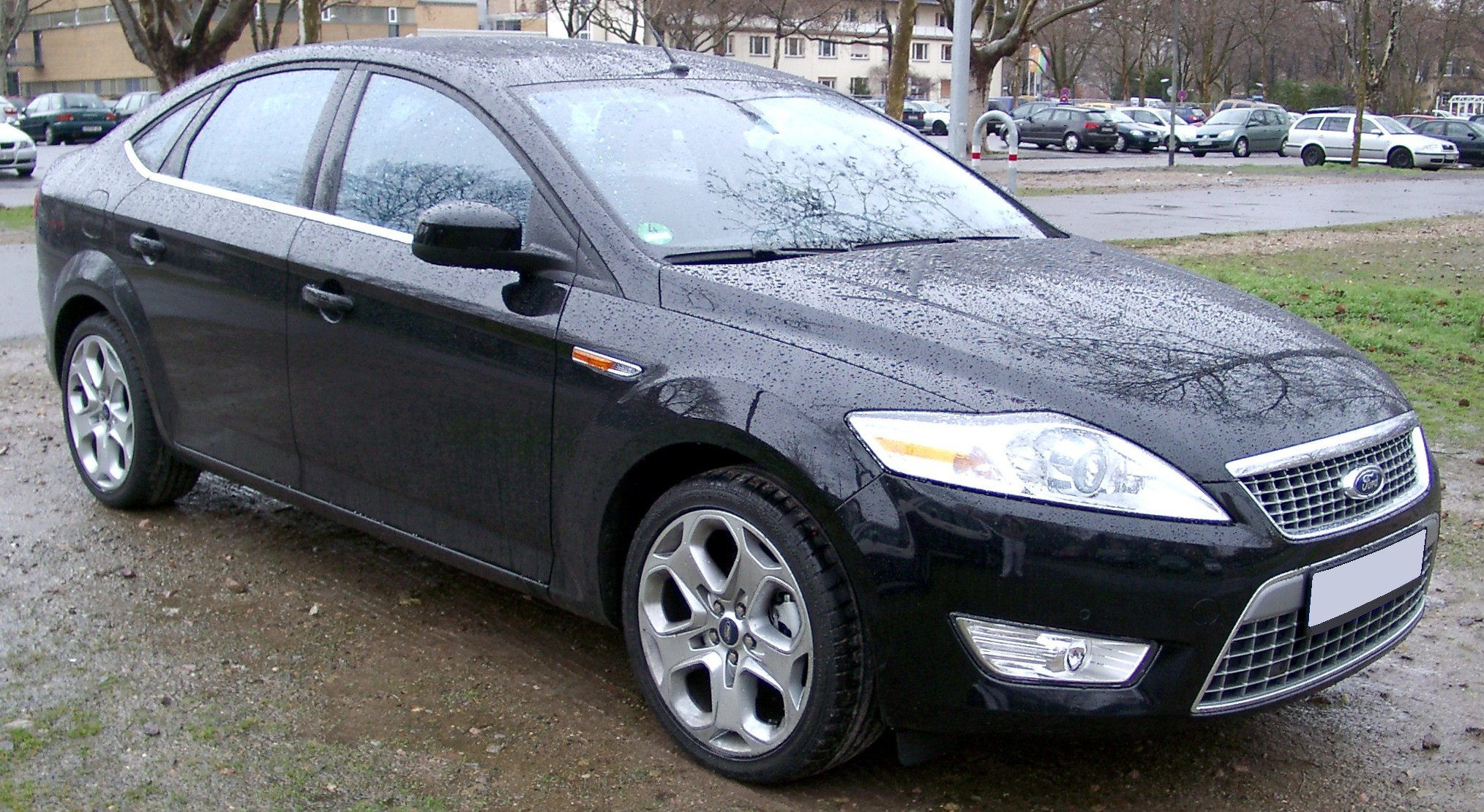
Ford Mondeo, un automòbil de turisme del segment D.

### Automòbil de turisme
Un automòbil de turisme o simplement "turisme" és un automòbil relativament baix, amb capacitat per transportar unes quatre o cinc persones i equipatge. Les carrosseries associades a un turisme són hatchback, liftback, sedan i familiar. Un automòbil amb carrosseria coupé o descapotable que comparteix l'estructura i disseny amb un turisme se sol descriure com a coupé/descapotable "derivat d'un turisme".

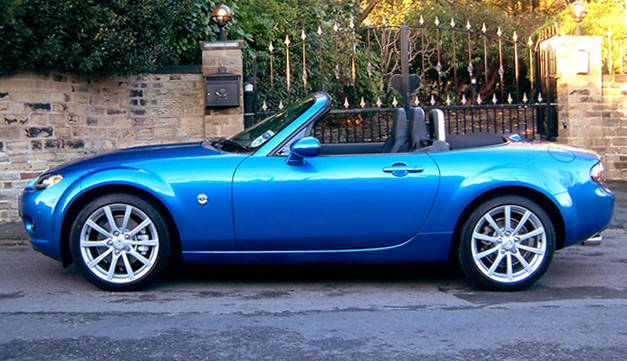
Mazda MX-5, un automòbil esportiu amb carrosseria descapotable.

### Automòbil esportiu
Un automòbil esportiu està dissenyat per circular a altes velocitats. Sol tenir un motor de gran potència, així com millor acceleració, velocitat màxima, adherència i frenada que altres tipus d'automòbils. Les carrosseries relacionades amb els esportius són les cupè i descapotable. Existeixen diverses variants d'esportius, entre elles roadster, gran turisme i superesportiu. Normalment solen ser de dues places, encara que també hi ha esportius amb quatre places. En molts casos, les dues places posteriors són petites i poc aptes per a adults; aquesta configuració de seients s'anomena 2+2.

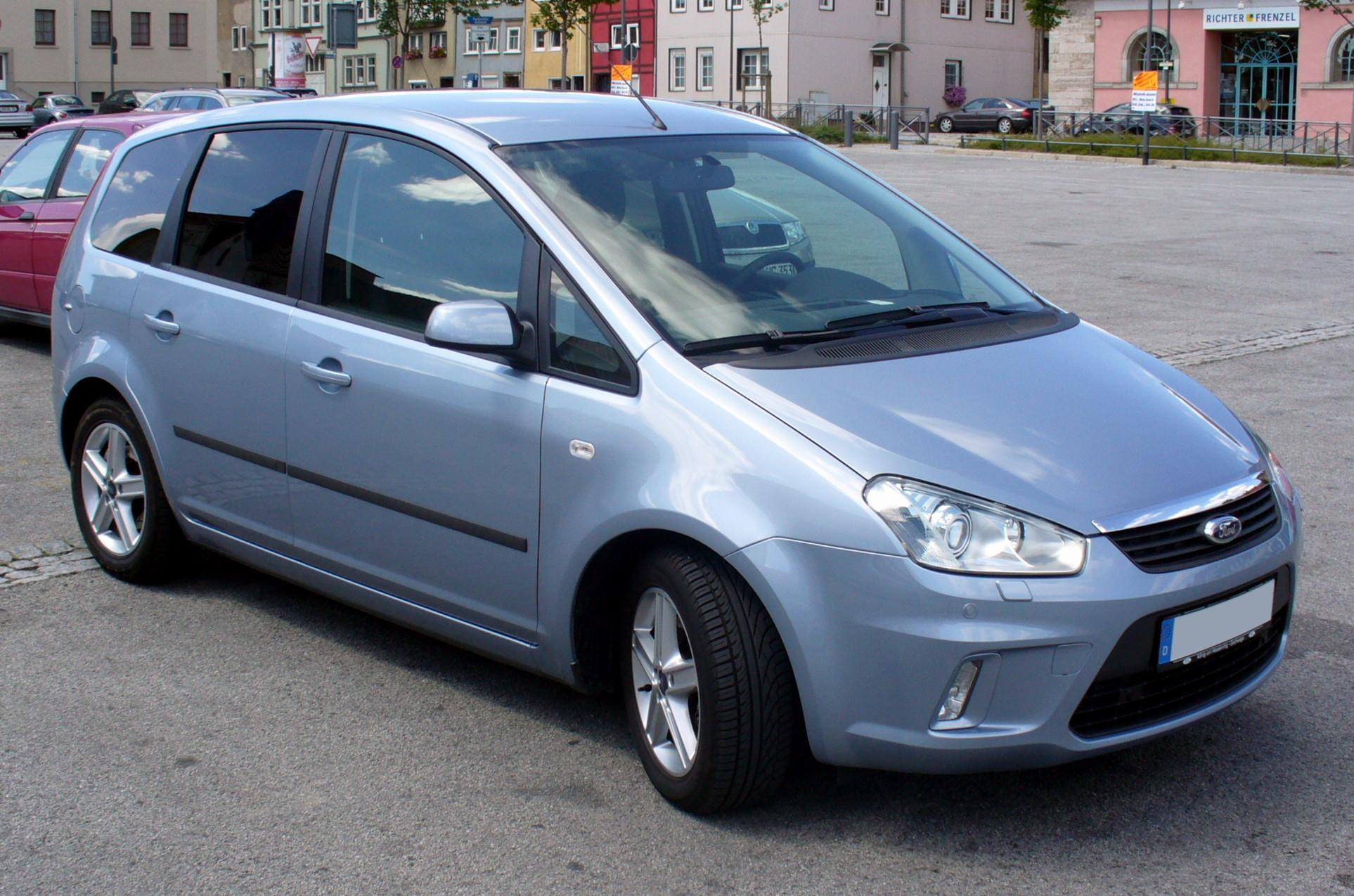
Ford C-Max, un monovolum del segment C

#### Vehicle esportiu utilitari

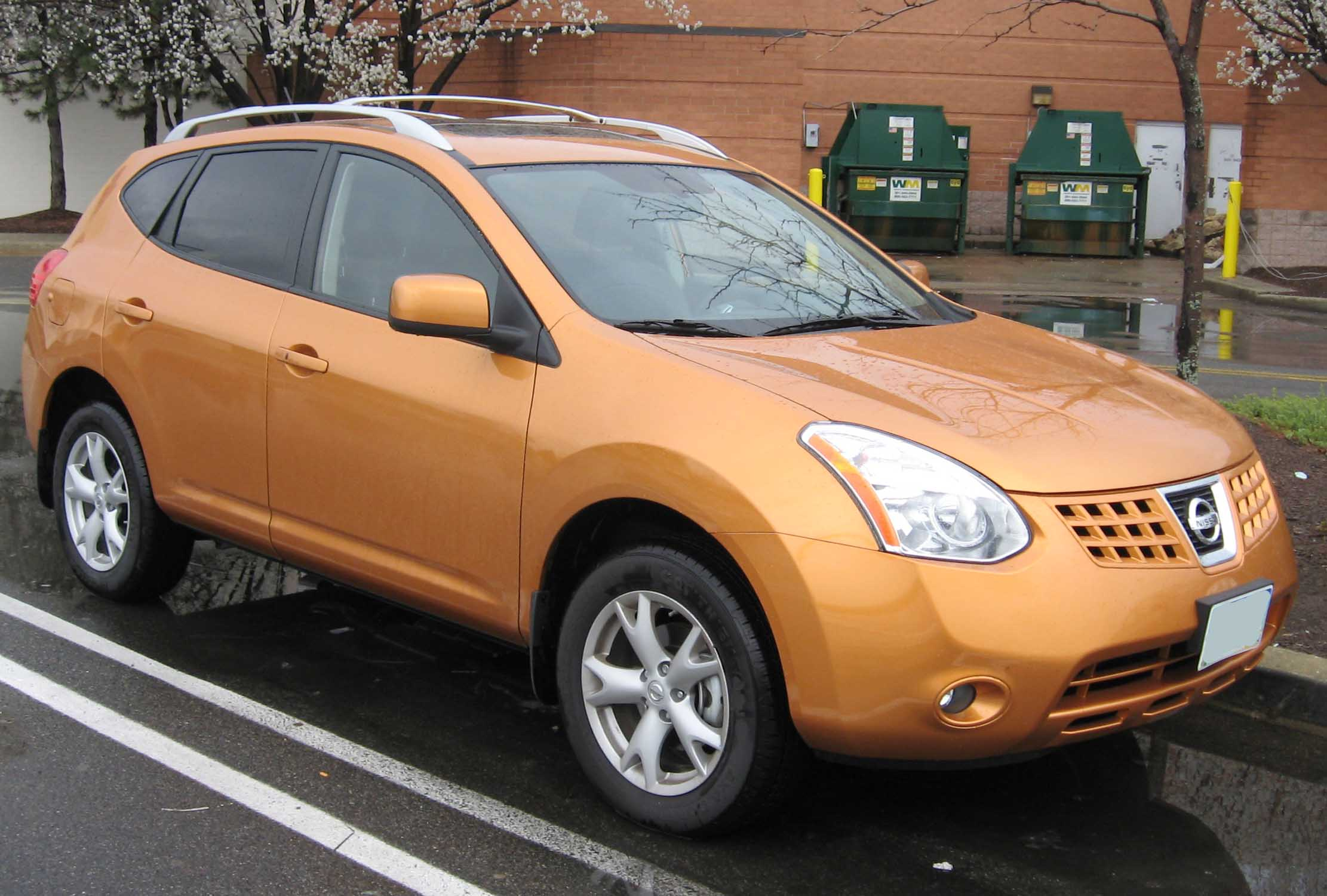
Nissan Rogue

Traduït de l'anglès Sport Utility Vehicle (SUV), un esportiu utilitari és una combinació entre tot terreny i turisme, amb aspecte similar al primer però dissenyat per circular principalment per asfalt. Van ser desenvolupats en anys recents per captar clients que volien un vehicle amb aspecte "aventurer". És habitual que tinguin tracció simple sense reductora, xassís monocasc i desallotjament al terra idèntic al d'un turisme o monovolum.

### Monovolum
Un monovolum és un automòbil relativament alt en el qual el compartiment del motor, la cabina i el maleter estan integrats en un. Aquesta configuració de disseny pretén augmentar l'espai de l'habitacle i el maleter per a una longitud exterior donada. En alguns casos, els seients poden desplaçar-se i fins i tot desmuntar-se, per configurar l'interior de l'automòbil d'acord amb les necessitats de l'usuari en cada moment.

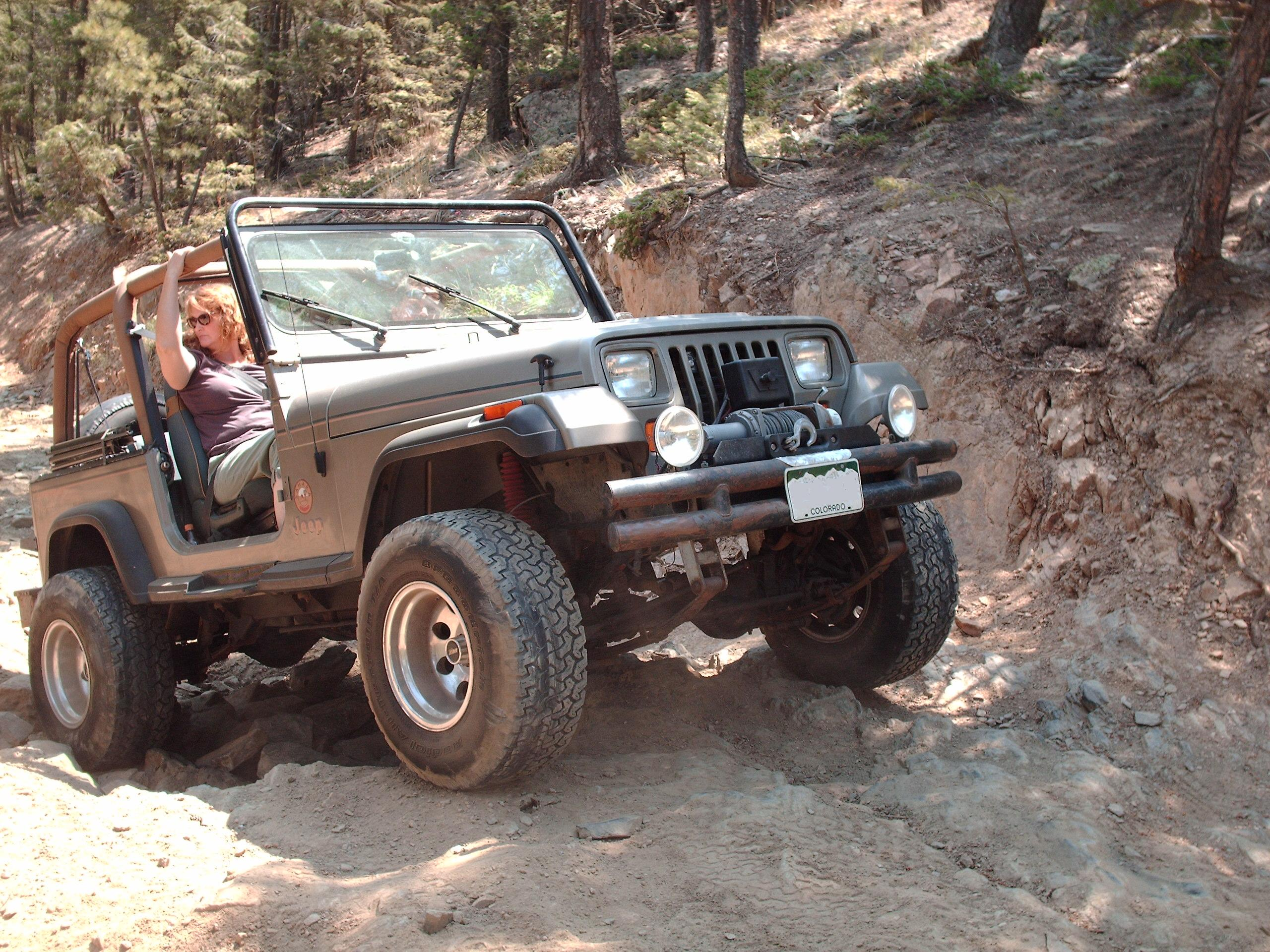
Jeep Wrangler, un tot terreny compacte.

### Tot Terreny
Un automòbil tot terreny està específicament dissenyat per a conducció en tot terreny, és a dir, en superfícies de terra, de sorra, de pedres i aigua, i en pendents pronunciats. Disposen de mecanismes necessaris per a aquest tipus de conducció, com la tracció a les quatre rodes i la reductora de marxes.

### Furgoneta

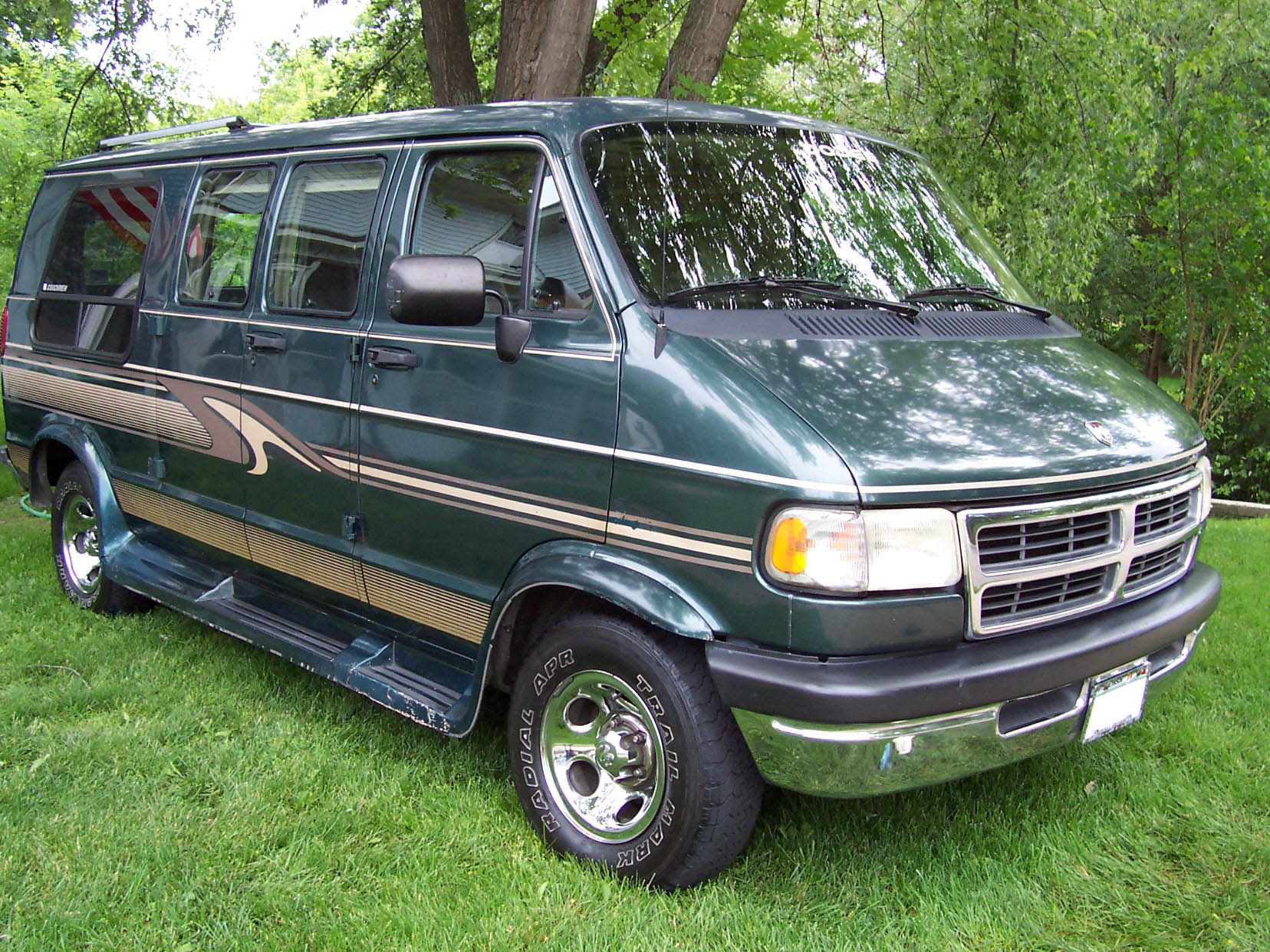
Furgoneta Dodge Ram Van

Una furgoneta és un vehicle per a transport d'objectes o grups de persones, amb un gran volum de càrrega en relació amb la seva batalla. S'assemblen estructuralment als monovolums.

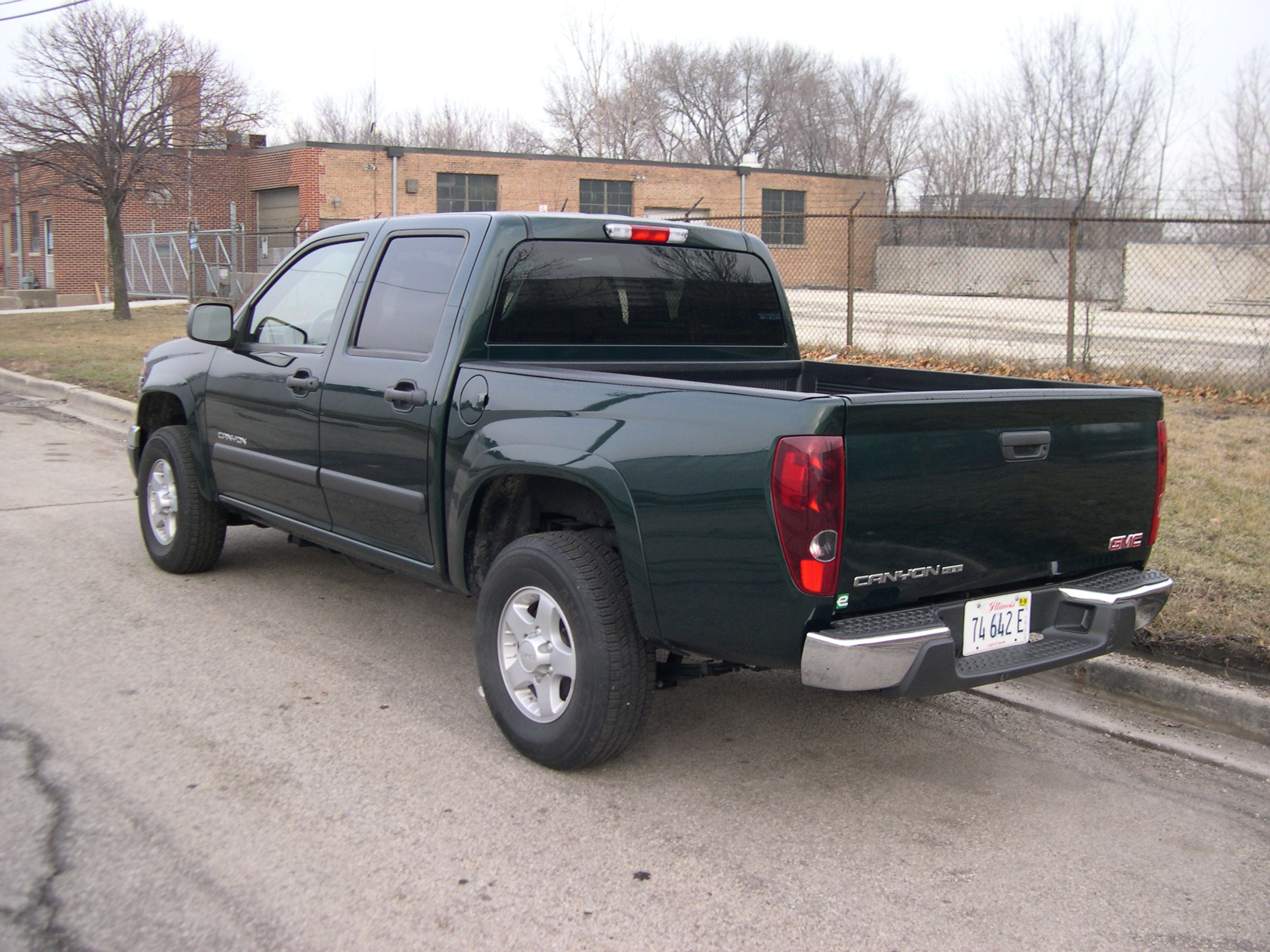
Camioneta GMC Canyon de quatre portes

### Camioneta
La camioneta és un automòbil de càrrega que té en la seva part posterior una plataforma descoberta, on es poden col·locar objectes grossos.

## Segments d'automòbil
La majoria dels tipus d'automòbils es poden classificar en segments, en especial les berlines, els monovolums i els tot terrenys. Aquests agrupen als automòbils segons la seva mida, i corresponentment en potència i preu.
- Els automòbils microcotxes: automòbils de dues places, de mida inferior al segment A, de mida inferior a 3300 mm.
- Els automòbils del segment A: automòbils de quatre places de mides més petit, actualment entre 3300 mm i 3700 mm.
- Els automòbils del segment B: tenen lloc per a quatre adults i un nen; els hatchback i monovolums ronden els 3900 mm, mentre que els sedans i familiars arriben als 4200 mm.
- Els automòbils del segment C: són els més petits amb cinc places completes. S'ubiquen entorn dels 4200 mm en el cas d'hatchbacks i 4500 mm en el cas de sedans i familiars.
- Els automòbils del segment D: també tenen cinc places però tenen motors més potents i maleter més gran. La mida és d'aproximadament 4600 mm.
- Els automòbils del segment E: són els models més grans de les fàbriques d'automòbils generalistes. La mida mitjana és de 4800 mm.
- Els automòbils del segment F: comprenen només models d'alta gamma. Sempre superen els 5000 mm.